# 人民公安電視台
人民公安電視台（越南语：／，簡稱ANTV）是越南的國營電視頻道，隸屬越南公安部。2011年12月1日開始試播，2011年12月11日開始正式播出。
2010年12月3日，時任總理阮晉勇同意该国公安部的提案，增設「人民公安電視台」作為公安部的官方頻道。该頻道最初播出越南國家電視台的節目、人民公安的相關傳記節目和少數的自製節目，後來自製節目占比增加。2011年8月1日，阮慶全教授誕辰，ANTV舉辦記者會，宣布成立电视频道。此頻道的部分經費由警方支出。
人民公安电视台播出的节目多为社會法治類资讯，该台通常也会与越南其他的電視台合作，互播對方的節目，因此其记者也會在其他的越南電視台出現。ANTV除了官方政令宣導節目外，還會播出电影、音乐、舞台劇，並且根據越南法律審查節目內容，再決定是否播出。在2014年1月8日，ANTV啟用了官方网页，為旅外僑胞提供在網路上瀏覽國內新聞的方法。

## 争议
2016年2月27日，ANTV的天氣預報提到「2月30號」在越南南部最低温度是21度，最高達35度，然而公历根本不存在這一天。

## 外部連結
- ANTV官網 （页面存档备份，存于）